# Cicloadiție
Cicloadiția este un tip de reacție organică în cadrul căreia unul sau mai mulți compuși nesaturați formează un produs de adiție ciclic. Pot fi reacții concertate sau  periciclice.

## Tipuri

### Reacția Diels-Alder
Reacția Diels-Alder este probabil cel mai bun exemplu de reacție de cicloadiție, fiind ca și tip o cicloadiție [4+2]. Are o aplicabilitate ridicată, și presupune reacția dintre o dienă de conjugată și o filodienă (dienofilă), adică un compus nesaturat. Ar fi de preferat ca filodiena să conțină o grupă funcțională atrăgătoare de electroni: